# Збірна Ботсвани з футболу
Збірна Ботсвани з футболу — команда, яка представляє Ботсвану в міжнародних матчах і турнірах з футболу. Контролюється Футбольною асоціацією Ботсвани.

## Історія
Хоча Ботсвана до цього 5 разів брала участь у кваліфікаціях до чемпіонатів світу, їм знадобилося майже 11 років після того, як збірна провела свій перший офіційний матч, щоб оформити свою першу офіційну перемогу в рамках кваліфікацій до чемпіонатів світу з рахунком 4:1 проти Лесото в рамках кваліфікації до Чемпіонату світу з футболу, який мав відбутися в Німеччині 2006 року.
Південноафриканська збірна взяла участь у своєму першому кваліфікаційному турнір до Чемпіонату світу з футболу 1994 в США, в якому Ботсвана змагалася з Нігером та Кот-д'Івуаром. Південноафриканцям вдалося зіграти в нульову нічию з останніми в Габороне, але інші три матчі збірна програла та посіла останнє місце в своїй групі.
Наступним виступом збірної у кваліфікації до ЧС було двоматчеве протистояння з Замбією у кваліфікаційному раунді за право зіграти у груповому раунді відбору до Чемпіонат світу з футболу 2002. Замбія здобула перемогу в обох матчах та пройшла далі, а Ботсвана припинила свої виступи у кваліфікації.
Після цього Ботсвана продемонструвала серію з провальних поєдинків, яка розпочалася з матчу проти Замбії, який завершився з рахунком 0:3, а потім продовжувалася поразками від Південної Африки та Зімбабве вдома, в Габороне, ці поразки розлютили багатьох уболівальників збірної. Після нічиєї з Мадагаскаром збірна посіла 146-те місце в рейтингу футбольних збірних, Футбольна Асоціація Ботсвани вирішила звільнити з посади головного тренера національної збірної Колвіна Рова,при цьому Федерація не взяла до уваги той факт, що саме при цьому тренері національна збірна посідала найвище місце серед футбольних збірних у офіційному рейтингу ФІФА (95-те місце). Виявилося, що справжньою причиною звільнення тренера були далеко не результати національної збірної, а елементарний страх за власну безпеку з боку ФА Ботсвани, через невдоволення серед уболівальників через останні результати збірної. Стенлі Тшосане був призначений як виконувачем обов'язків головного тренера збірної, і вже в першому ж матчі під керівництвом нового головного тренера збірна здобула виїзну перемогу над Мозамбіком з рахунком 2:1, ця перемога дозволила більш впевнено себе почувати збірній та федерації зокрема. Незважаючи також на нічию Кот-д'Івуаром, збірна Ботсвани закінчили змагання на останньому місці у своїй відбірній групі до Чемпіонату світу з футболу 2010 року, який мав відбутися в Південній Африці.
Це розчарування було найуспішнішим періодом в історії Ботсвани. Ботсвана покращила свій рейтинг, оскільки стала першою командою, яка кваліфікувалася для участі у Кубку африканських націй 2012, збірна переграла Туніс спочатку вдома, а потім і на виїзді. Цей успіх збігся з найвищим рейтингом збірної Ботсвани за версією ФІФА, в цей час збірна посіла 53-тє місце. Їм не вдалося розвинути свій успіх на цьому турнірі, оскільки команда мінімально поступилася Гані та Малі, а також з великим рахунком Гвінеї, внаслідок цього збірна не набрала жодного очка на турнірі та посіла останнє місце в своїй групі.
Завдяки скороченому формату Кубку африканських націй 2013 у кваліфікації збірна Ботсвани зустрілася з Малі, за підсумками двоматчевого протистояння Ботсвана зазнала поразки з рахунком 1:7. Ботсвана також провалила кваліфікацію до Чемпіонату світу 2014 року, за її підсумками посіла третє місце в групі з 7-ма набраними очками та дозволила випередити себе збірним Південної Африки та Ефіопії.
У жовтні 2013 року Футбольна асоціація Ботсвани звільнив Тшосане, посилаючись на його «нездатність виконати завдання, поставлені перед ним». В лютому 2014 року на цю посаду було призначено англійця Пітера Батлера.

## Чемпіонат світу
- 1930–1990 — не брала участі
- 1994 — не пройшла кваліфікацію
- 1998 — не брала участі
- 2002–2014 — не пройшла кваліфікацію

## Кубок Африки
- 1957 – 1992 — не брала участі
- 1994 – 2010 — не пройшла кваліфікацію
- 2012 — груповий турнір
- 2013 – 2021 — не пройшла кваліфікацію
- 2023 — не пройшла кваліфікацію

## Відомі тренери
| - Томас Джонсон (1973) - Руді Гутендорф (1976) - Пітер Кормак (1986—1987) - Кенні Мвапе (1992) | - Фредді Мвіла (1992—1993) - Фредді Мвіла (1994—1996) - Карл-Хайнц Мроцке (2001) - Васелин Єлушич (2002—2006) | - Колвін Ров (2006—2008) - Стенлі Тшосане (2008—2013) - Пітер Батлер (2014—) |